# 鳥取北高等学校
鳥取北高等学校（とっとりきたこうとうがっこう）とは、かつて鳥取県鳥取市丸山町大星にあった私立高等学校。

## 沿革
- 1963年（昭和38年）3月12日 - 設置が認可される[2]。
- 1963年（昭和38年）4月 - 鳥取市秋里（現：商栄町）の旧鳥取市立千代水小学校校舎を仮校舎として2学級85名、職員16名、事務員2名にて開校。後に丸山町に移転。
- 1965年（昭和40年）4月 - 普通科を廃止、在校生・教職員の多くが鳥取城北高等学校に吸収される[3][4]。同年度以降の募集を停止。
- 1968年（昭和43年）3月13日 - 閉校。